# A2 (Turcia)
A2 este un canal de divertisment din Turcia care și-a început difuzarea de test pe 16 noiembrie 2016 și și-a început difuzarea efectivă pe 28 noiembrie 2016.

## Istoric
Canalul A2 este un canal tematic cu seriale TV naționale, divertisment și meciurile de fotbal sunt difuzate pe acest canal deoarece meciurile de fotbal difuzate pe ATV țin ocupate serialele TV naționale. Canalul principal al familiei ATV difuzează serialele vechi și legendare ale  care au obținut ratinguri ridicate în timpul lor și reluări nocturne ale seriilor actuale. A2 și-a schimbat muzica de generic la mijlocul lunii decembrie 2016. a2 a trecut la difuzarea HD la 3 aprilie 2017. La 26 septembrie 2020, literele HD de pe logo-ul canalului HD au fost eliminate.

## Seriale selective
- Adanalı
- Ağlama Anne
- Al Yazmalım
- Alemin Kıralı
- Așk ve Mavi
- Așka Sürgün
- Avrupa Yakası
- Bir İstanbul Masalı
- Bir Küçük Gün Ișığı
- Bir Zamanlar Çukurova
- Büyük Yalan
- Canım Ailem
- Çocuklar Duymasın
- Destan
- Doksanlar
- Ekmek Teknesi
- Elveda Rumeli
- Ezel
- Gel Dese Așk
- Gençliğim Eyvah
- Gönülçelen
- Gül Masalı
- Hakim
- Hatırla Sevgili
- Hepsi 1
- Hercai
- Huzur Sokağı
- İkimizin Sırrı
- İstanbul’un Altınları
- İșler Güçler
- Kaçak
- Kader Oyunları
- Kalp Yarası
- Kara Ekmek
- Kara Para Așk
- Karadayı
- Karagül
- Kardeș Payı
- Kimse Bilmez
- Kör Nokta
- Melekler Adası
- Selena
- Sen Anlat Karadeniz
- Sıla
- Yahși Cazibe
- Zerda